# Fukuyama, Hiroshima
Fukuyama (japanska: 福山市?, Fukuyama-shi) är en stad i Hiroshima prefektur i Japan. Staden fick stadsrättigheter 1916 och har sedan 1998
status som kärnstad (japanska: 中核市?, Chūkakushi) enligt lagen om lokalt självstyre.
Staden ligger längst österut i prefekturen på gränsen till Okayama prefektur. Det är prefekturens näst största stad.
I staden ligger buddhisttemplet Myōō-in (明王院) med anor från 1300-talet. I mitten av maj varje år hålls  en rosfestival och i mitten av augusti hålls en sommarfestival.

## Kommunikationer
Fukuyama är en station på Sanyo Shinkansen.